# La regina d'Egitto - L'occhio azzurro di Horus
(Incipit dell'opera, richiamante il mito della nascita divina di Hatshepsut.)
La regina d'Egitto - L'occhio azzurro di Horus (碧いホルスの瞳 -男装の女王の物語-?, Aoi Horus no hitomi: dansō no joō no monogatari, lett. "L'occhio blu di Horus: la storia della regina in abiti maschili") è un manga seinen scritto e disegnato da Chie Inudoh, basato sulla vita della Regina Hatshepsut, Faraone durante il Nuovo Regno e seconda donna nella storia egiziana a esercitare tale carica.
Serializzata dal 15 dicembre 2014 al 15 aprile 2021 sulla rivista mensile Harta di Kadokawa Shoten, l'opera è composta da nove volumi pubblicati tra settembre 2015 e settembre 2021. L'edizione italiana del manga è stata curata da Edizioni BD, sotto l'etichetta J-Pop, dal 29 gennaio 2020 al 6 aprile 2022.

## Trama
Figlia di Thutmose I e della Grande Sposa Reale Ahmose, Hatshepsut è, a tutti gli effetti, l'unica vera erede della XVIII dinastia. Essendo, tuttavia, una donna, non può ereditare direttamente la corona paterna e si vede, quindi, costretta a sposare il fratellastro Thutmose II per legittimare l'ascesa al trono di quest'ultimo. Nonostante questo, nel corso degli anni, Hatshepsut sbaraglia i propri avversari arrivando a governare l'Egitto, prima come moglie di Thutmose II, poi come reggente del figliastro Thutmose III ed infine assumendo lei stessa il titolo di faraone.
Anteponendo la diplomazia alla guerra, la regina cerca, nei suoi quasi ventidue anni di regno, di ristabilire i contatti e l'influenza commerciale egizia sui paesi circostanti. Hatshepsut sfida le convenzioni sociali nella sua scalata al potere: giocando con il suo ruolo di figura pubblica, sfrutta il proprio acume e la propria avvenenza per ritagliarsi uno spazio in un mondo di soli uomini.

## Personaggi
Hatshepsut (シェプスト?, Shepusuto)
Figlia del Re Thutmose I e della Grande Sposa Reale Ahmose, dimostra, fin da piccola, un'indole da maschiaccio. Nonostante sia la legittima erede al trono, l'essere donna le impedisce di diventare Faraone e si trova, quindi, costretta a sposare il fratellastro Thutmose II (in modo da diventare Regina, così da ritagliarsi, anch'ella, una fetta di potere politico).
Durante la sua ascesa, conosce ben presto gli oneri dell'essere un re e si vede costretta ad usare strategie e sotterfugi pur di mantenere il potere, sempre labile a causa dell'essere donna. Governa, comunque, per oltre vent'anni e il suo regno è denso di prosperità e ricchezza.
Thutmose II (トトメス2世?, Totomesu 2-sei)
Sebbene sia il primogenito di Re Thutmose I, non è legittimato a salire al trono poiché figlio di una sposa minore. Seppur con riluttanza, accetta quindi di sposare la sorellastra Hatshepsut (così da divenire Faraone).
È un grande stratega militare, ma durante il suo regno si dimostra un sovrano inadatto al mantenimento della pace (allo stringimento di alleanze politiche, preferisce infatti la sottomissione degli avversari con la forza).
Senmut (センムト?, Senmuto)
Abile architetto proveniente da una famiglia umile ma che è stato in grado di farsi un nome grazie alle proprie capacità ingegneristiche. Diventa uno tra i più grandi alleati della Regina (che riesce a consolidare il proprio potere, anche grazie alle magnifiche opere da lui costruite).

## Accoglienza

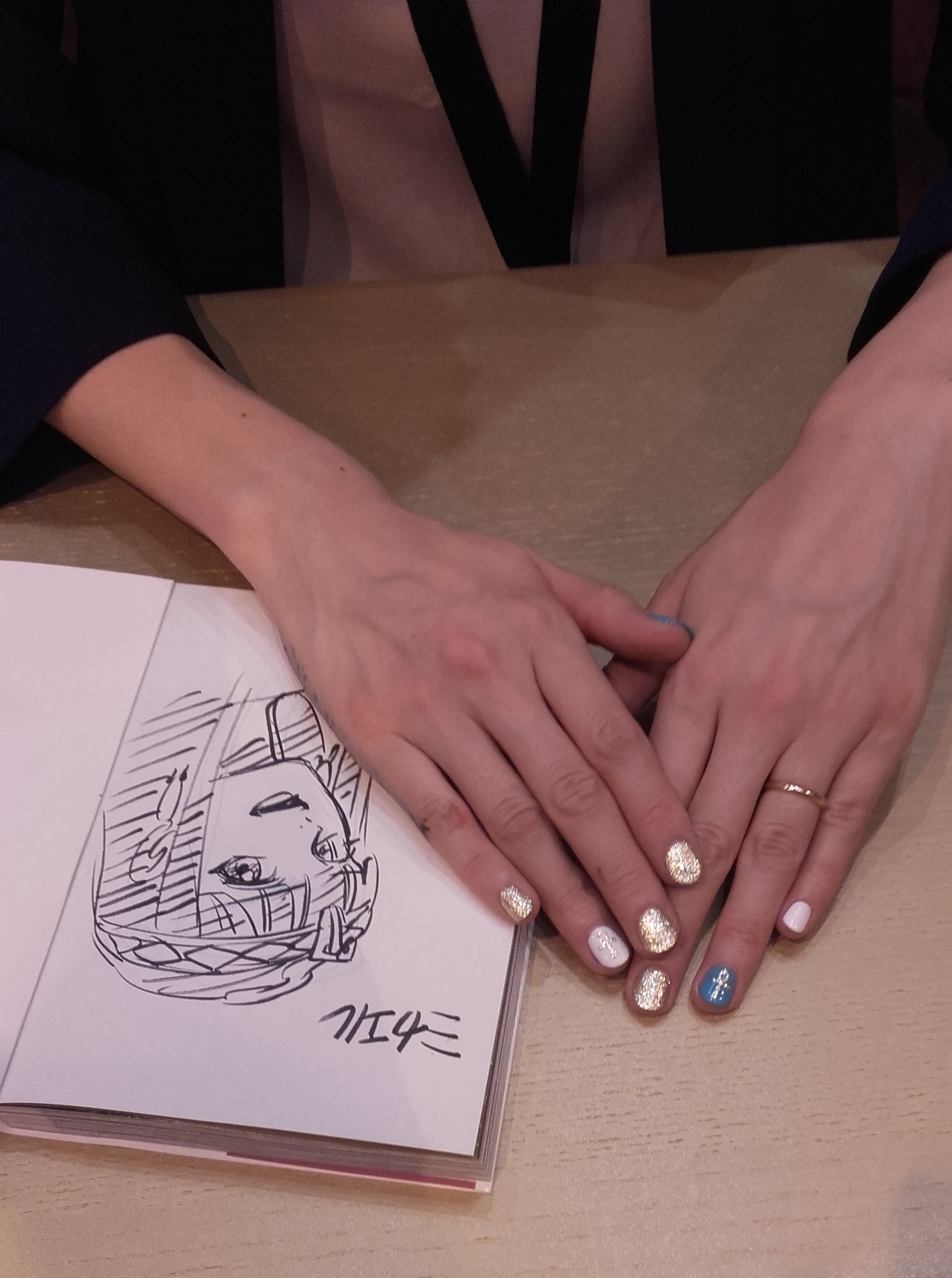
Hatshepsut in un disegno autografato dall'autrice in occasione del Salone del libro di Parigi del 2017

Secondo i principali siti web che si occupano della recensione dei manga, l'accoglienza de La regina d'Egitto - L'occhio azzurro di Horus è stata positiva: AnimeClick.it e MyAnimeList riportano infatti una valutazione media rispettivamente di 7,2 e 7,5 su 10. Tali giudizi sono stati confermati anche nelle recensioni specialistiche: secondo Meganerd.it, «l'unione dello stile manga con gli ornamenti e la bellezza dell'antico Egitto, trasmette sacralità e crea un effetto quasi magico», rendendo la storia «promettente»; colei che però attira davvero l'attenzione è il personaggio di Hatshepsut, «meravigliosa, accattivante e fiera come la sua leggenda». La redazione di Dailynerd.it sottolinea invece che gli eventi sono narrati «con un'intensità senza pari e con un tratto nei disegni chiaro e pulito», che permette di osservare al meglio «la crescita fisica, emotiva e psicologica» di Hatshepsut; della narrazione viene anche lodata la ricchezza «di sentimenti e colpi di scena, capace di far emozionare entrando in empatia con la protagonista».
Per Luigi Nunziante di Everpop.com «è chiara sin da subito la volontà dell'autrice di raccontare una storia in cui la sua protagonista sia un vero e proprio simbolo, un esempio tanto per le donne del tempo quanto quelle di oggi»; al risultato contribuisce anche l'ottima costruzione del personaggio, «che con il suo carattere ribelle e rivoluzionario dona speranza e allo stesso tempo accresce la forza di volontà di chi si ritrova catapultato nella sua storia» e i disegni che riescono a rappresentare minuziosamente «tanto le figure umane [...] quanto gli spettacolari paesaggi rappresentati». Un parere simile è espresso anche da Gamesacademy.it, il quale oltre a soffermarsi anch'esso sulla bellezza del tratto nota che «si percepisce la voglia di emancipazione femminile, un tema tuttora molto delicato e, soprattutto, molto discusso, dove l'essere donna spesso è percepito come un malus».
Ilaria Inglese di Playhero.it ha recensito positivamente i primi due volumi dell'opera, assegnandole una valutazione complessiva di 8.8. Il primo numero viene definito «davvero appagante, e non solo per la qualità della storia [...] ma anche per il livello qualitativo dell'edizione», impreziosito dal fatto che «tutti gli elementi che concorrono alla costruzione dell'opera sono frutto di documentazione [...] rendendo solide le fondamenta del racconto», facendo le «libertà narrative completamenti funzionali alla storia» estremamente credibili. Il giudizio entusiastico è stato mantenuto anche nel numero successivo, nel quale «le azioni parleranno per i personaggi» e «l'arte della Inudoh mantiene la forza del primo volume, anzi migliora nelle scene dove il pathos degli eventi raggiunge la soglia di climax massimo», portando dunque l'opera ad essere di quelle da «a giusto titolo, annoverare tra le uscite più attese [...], l'esatto mix di una ricetta di successo».